# 垂水警察署

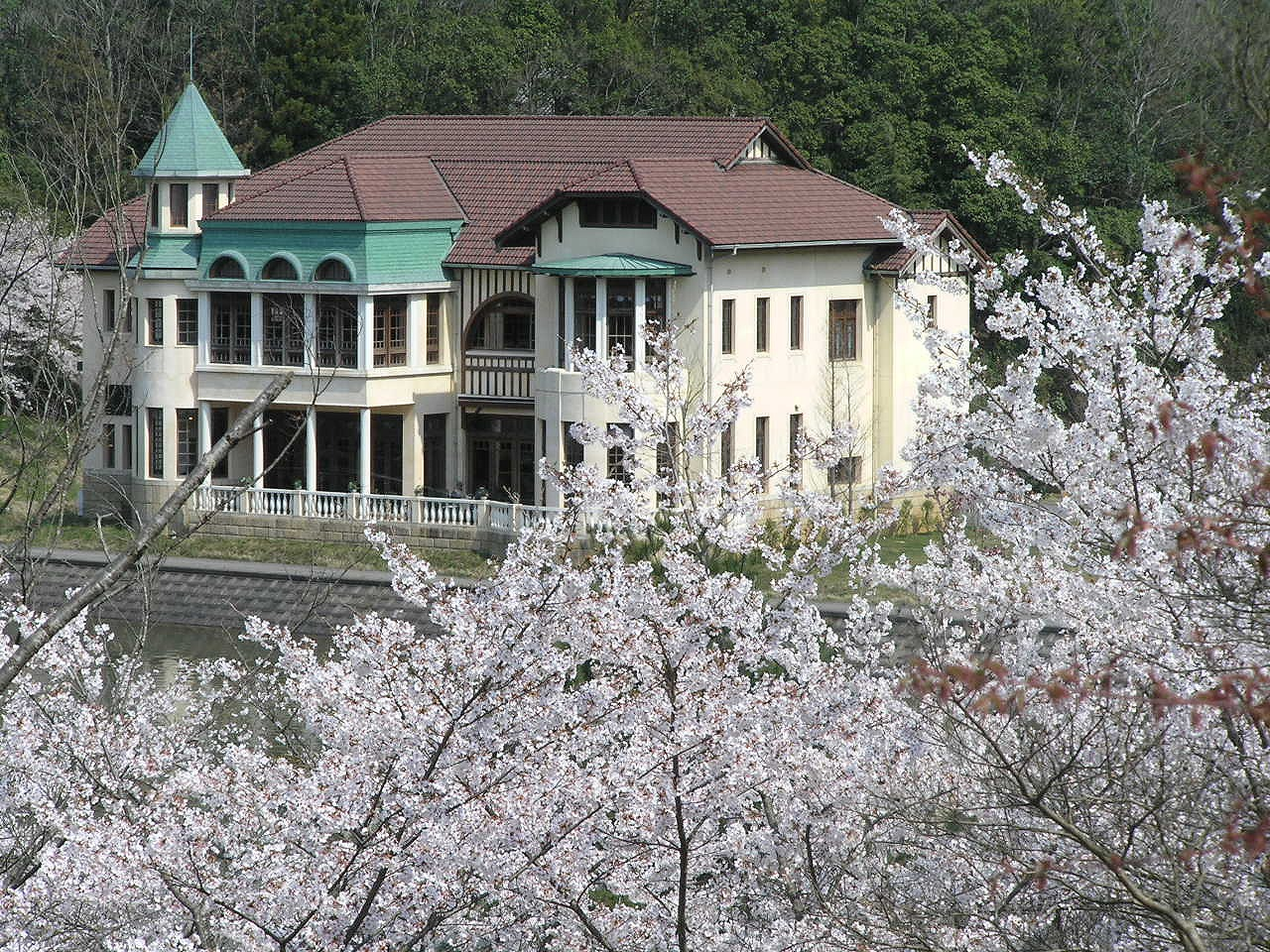
お菓子の里丹波で保存されている旧垂水警察署の建物

垂水警察署（たるみけいさつしょ）は、兵庫県警察が管轄する警察署の一つ。管轄地域の人口は約22万。
なお、神戸市警察当時の建物が丹波篠山市の「お菓子の里丹波」に「ミオール館」として保存されている。

## 所在地
- 兵庫県神戸市垂水区本多聞3丁目12番1号

## 管轄区域
- 神戸市垂水区全域（神戸水上警察署の管轄区域を除く区域）

## 交番
- 塩屋交番 - 神戸市垂水区塩屋町1丁目3-10
- 青山台交番 - 神戸市垂水区青山台5丁目3-23
- 平尾交番 - 神戸市垂水区泉が丘4丁目1-1
- 高丸交番 - 神戸市垂水区大町3丁目2-13
- 上高丸交番 - 神戸市垂水区上高丸2丁目1-15
- 垂水駅前交番 - 神戸市垂水区宮本町1-28
- 名谷交番 - 神戸市垂水区名谷町1818-2
- 桃山台交番 - 神戸市垂水区桃山台4丁目1-13
- 霞ヶ丘交番 - 神戸市垂水区霞ヶ丘1丁目3-12
- 北舞子交番 - 神戸市垂水区舞子台3丁目28-1
- 舞子駅前交番 - 神戸市垂水区東舞子町3-1
- 西舞子交番 - 神戸市垂水区西舞子2丁目13-12
- 明舞交番 - 神戸市垂水区狩口台1丁目16-3
- 多聞交番 - 神戸市垂水区多聞台4丁目14-1
- 新多聞交番 - 神戸市垂水区本多聞4丁目1-5

## 駐在所
なし

## 事案
2020年10月28日、垂水区内で発生した窃盗事件が発生。犯人は同区を走っていた山陽バスの高速バスに乗り逃走しようとしたが、運転手が無線で連絡を取り、警察に逮捕された。垂水署はこの運転手に署長感謝状を贈った。

## アクセス
- 神戸市営地下鉄 学園都市駅から南へ約2.3km
- JR 舞子駅から北東約3.5km